# Чербаро (Потенца)
Чербаро (итал. Cerbaro) је насеље у Италији у округу Потенца, региону Базиликата.
Према процени из 2011. у насељу је живело 20 становника. Насеље се налази на надморској висини од 755 м.